# Ficus retusa
Espèce
Ficus retusa est une espèce de plantes dicotylédones de la famille des Moraceae, originaire d'Indonésie.
L'espèce est souvent considérée comme répandue en tant que plante d'ornement, et notamment comme bonsaï, mais il s'agit d'une confusion avec l'espèce Ficus microcarpa.

## Taxonomie et nomenclature

### Type nomenclatural
L'espèce a été décrite et nommée par Carl von Linné en 1767. Son type nomenclatural, qui fixe l'utilisation du nom Ficus retusa L., est le spécimen n° 1240.10 de l'herbier de la Société linnéenne de Londres (LINN). Il s'agit d'un lectotype, désigné en 1960 par E. J. H. Corner.

### Synonymes
Les noms suivants ont pu être utilisés pour désigner Ficus retusa L. et ne sont pas considérés comme corrects au regard des règles de nomenclature botanique. Leur usage est donc proscrit :
- Ficus truncata (Miq.) Miq[5],[6],[7].
- Perula retusa (L.) Raf.[5],[7]
- Urostigma retusum (L.) Gasp[5],[7].
- Urostigma truncatum Miq[5],[7].

### Confusion avecFicus microcarpaL. f.
Bien que couramment utilisé, le nom Ficus retusa a souvent été employé à tort pour désigner des plantes appartenant en réalité à l'espèce Ficus microcarpa L. f.,,. Dans ce cas, le nom est utilisé dans un sens différent du sens originel prévu par Carl von Linné lorsqu'il a décrit et nommé l'espèce Ficus retusa L. Cet usage est incorrect au regard des règles de nomenclature botanique et devrait être abandonné.
Les deux espèces sont en réalité bien différentes, et la distinction peut se faire sur la longueur du limbe foliaire qui est généralement inférieure à 10 cm chez F. microcarpa, alors qu'elle est généralement supérieure à 10 cm chez F. retusa et peut atteindre 15 à 18 cm.

## Description

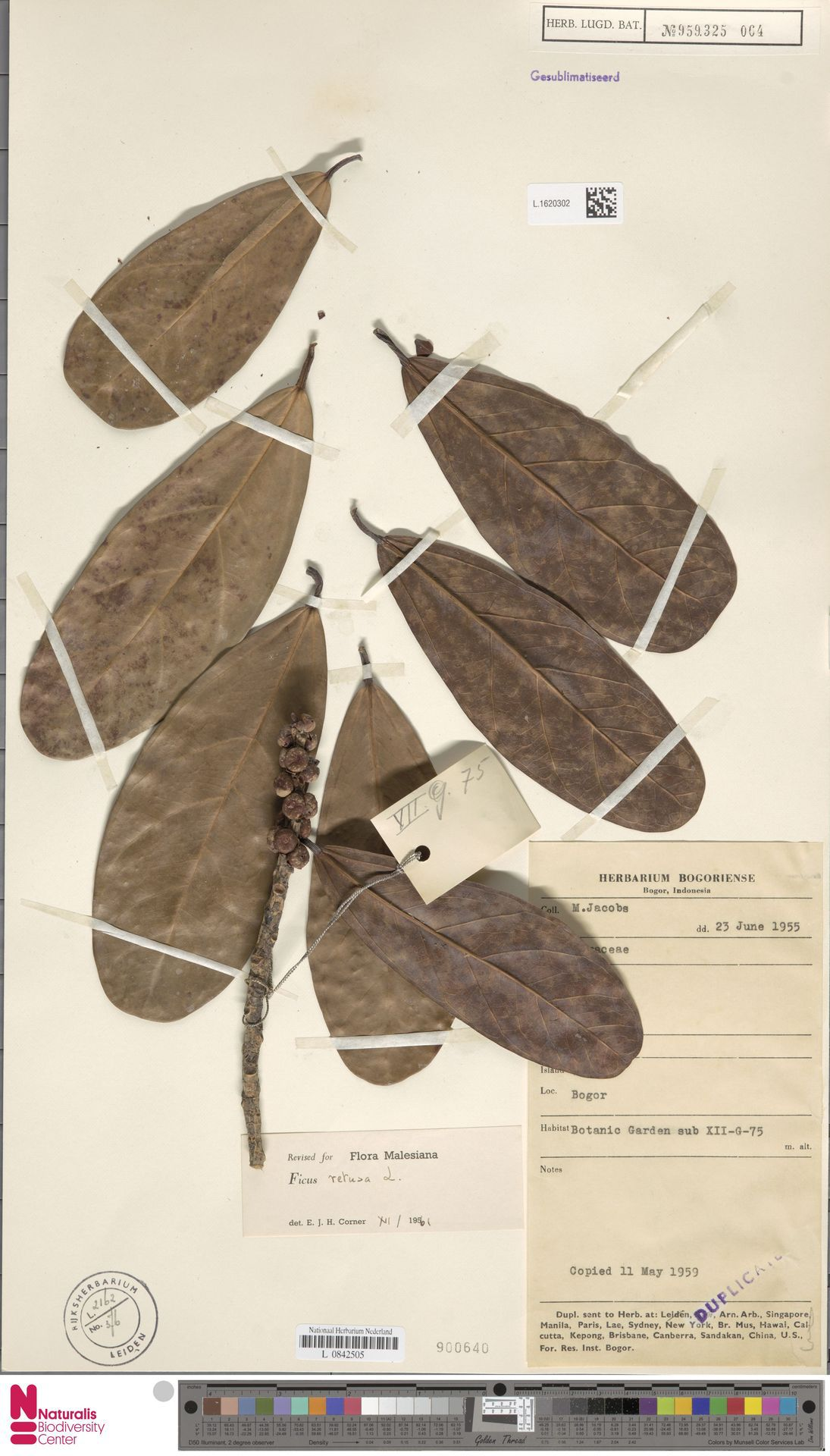
Rameau et feuilles de Ficus retusa L.

### Appareil végétatif
Ficus retusa est un arbre pouvant atteindre 10 m de haut. Il est hémi-épiphyte, c'est-à-dire qu'il peut germer sur un autre arbre, puis émettre des racines aériennes qui s'allongent jusqu'à toucher le sol, et qui assurent par la suite leur rôle de nutrition et de soutien.
Les rameaux mesurent 3 à 5 mm de diamètre et portent une fine pubescence blanche, ainsi que des poils appliqués brun sombre. Les feuilles sont insérées en spirale sur les rameaux. Le pétiole mesure de 5 à 10 mm de long. Le limbe est coriace, de forme sub-obovale, obovale ou oblong, et mesure généralement de 4 à 15 cm de long et de 1,5 à 6 cm de large. Les nervures secondaires sont au nombre de 4 à 6 paires, dont une paire basale distincte remontant le long de la marge jusqu'au tiers ou à la moitié de la longueur du limbe. Les stipules, qui enveloppent les jeunes feuilles et les méristèmes apicaux, mesurent généralement de 1 à 2 cm de long.

### Appareil reproducteur
Comme chez toutes les espèces du genre Ficus, les inflorescences, puis les infrutescences, sont des sycones (aussi appelés figues). Ceux-ci sont axillaires, généralement disposés par paires, sessiles. Le sycone est sous-tendu par un involucre de bractées persistantes, longues de 3,3 à 5 mm. Le réceptacle est sub-globuleux et mesure de 6 à 9 mm de diamètre à l'état sec. L'ostiole mesure environ 2 mm de diamètre et est recouvert par 3 bractées apicales imbriquées.

## Distribution géographique
Ficus retusa est originaire d'Indonésie, et notamment de Java et Kalimantan,. Bien que Linné l'ait décrit comme vivant en Inde dans le protologue de l'espèce, la provenance du type nomenclatural est incertaine et la présence de Ficus retusa dans ce pays est contestée,.